# Crataegus laevigata
Crataegus laevigata é uma árvore da família Rosaceae.
Sinonímia: corníolo, cratego-pirliteiro, escalheiro, escambrulheiro, escrambulheiro, espinha-branca, espinheiro-alvar, estrepeiro, pilriteira, pilrito, pirliteiro, carrapiteiro.
Sinonímia botânica: Crataegus oxyacantha

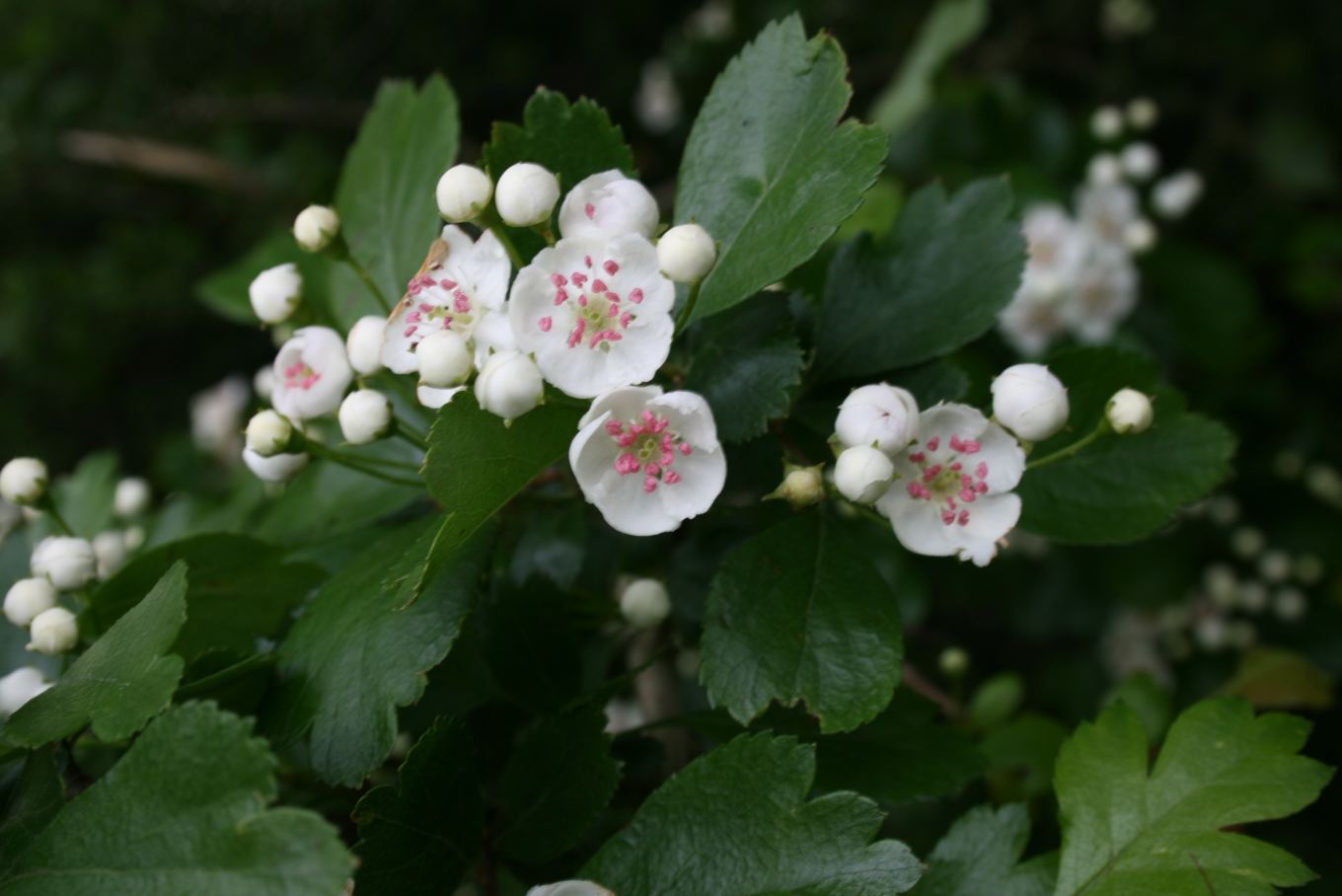

O chá dessa erva, para indivíduos que possuem sangue do tipo AB, melhora a elasticidade arterial e previne contra doenças do coração.
O pilriteiro é usado com fins medicinais desde o primeiro século DC. As bagas são tradicionalmente usadas para tratar problemas cardiacos desde arritmias a hipertensão, dor no peito, endurecimento das artérias e falha cardíaca. Hoje em dias, as folhas e flores são usadas em medicina e existem já pesquisas que mostram alguma eficácia do pilriteiro no tratamento de falência cardíaca ligeira a moderada, embora nao haja dados suficientes para quantificar a eficiência deste medicamento erbáceo.
O pilriteiro contém antioxidantes que incluem prociandinas oligoméricas (também presentes nas uvas) e quercetina. A actividade destes compostos poderá estar na base da acção protectora do pilriteiro sobre o sistema cardiovascular.